# AREAL
AREAL（韓語： 에이리얼），是JZ Factory娛樂推出的四人女子組合，由Areum、Segye、Hyebin、Dabi組成。组合於2020年8月21日以单曲专辑「Wake Me Up」正式出道，并举办了出道舞台。11月16日，组合以前一专辑之主题曲「wake me up」回归舞台，11月23日组合在阿里郎电视台参与了节目「Simply K-POP」的录制。同年12月18日，JZ Factory宣布Hyebin和Dabi已经与公司解除合约，并同时退出组合。
2021年3月9日，前成員Dabi在她的Instagram貼文中透露，AREAL已经正式解散。